# Il ritorno del Cavaliere Oscuro - Il bambino d'oro
Il ritorno del Cavaliere Oscuro - Il bambino d'oro (Dark Knight Returns: The Golden Child) è un albo a fumetti su Batman, pubblicato dalla DC Comics e distribuito l'11 dicembre 2019, scritto da Frank Miller, disegnato da Rafael Grampá e colorato da Jordie Bellaire. L'opera è un sequel di Cavaliere Oscuro III - Razza suprema, pubblicato tra il 2015 e il 2017.

## Trama
Lara (figlia di Superman e Wonder Woman) e Carrie Kelley/Batwoman stanno imparando a gestire i nuovi ruoli da supereroe, quando devono unirsi per fermare la minaccia rappresentata da Joker e Darkseid che sta mettendo in pericolo Gotham City. Le due sono coadiuvate da Jonathan Kent (fratello di Lara) detto il "bambino d'oro", un nuovo supereroe con enormi poteri.

## Edizione italiana
In Italia l'albo è stato distribuito da Panini Comics in edizione cartonata a partire dall'11 giugno 2020.